# Академический проспект (Пушкин)
Академи́ческий проспект — проспект в городе Пушкине. Идёт от Дворцовой улицы до Кузьминского шоссе.

## История
В 1818 году по месту разрушенного бывшего бастиона Зверинца была проложена трасса «новой окружной дороги», которая вела от Кузьминской улицы в северо-восточную часть Александровского парка, получившей впоследствии название Фермского парка и далее огибала Александровский парк с севера. Застройка дороги началась после прокладки в 1895 году Императорской железнодорожной ветки и возведения Царского вокзала. Тогда трасса улицы была изменена и направлена к станции.
В начале XX века вдоль дороги началось возведение крупного комплекса построек, большей частью казарменных зданий для полковых соединений. Полностью проект реализовать не удалось в связи с началом Первой мировой войны и революции 1917 года. Затем большинство из этих зданий было передано Петроградской сельскохозяйственной академии имени И. А. Сте́бута (ныне — Санкт-Петербургский государственный аграрный университет). В связи с этим дорога получила в 1920 году название Академического проспекта. Вероятно, здесь предполагалось устроить крупный академический центр.
Современный вид проспект получил после Великой Отечественной войны, долгое время оставаясь единственным проспектом в Пушкине. Первоначально движение автомобильного транспорта по трассе было двусторонним, но с 2015 года часть от Кузьминского шоссе до Фёдоровского городка стала односторонней.

## Здания и сооружения
- Фонтан «Богиня плодородия» («Флора»). Сквер на углу проспекта и Дворцовой улицы был разбит в 1953 году на месте разрушенного дома. Тогда же в нём была установлена фонтанная чаша с женской фигурой. «Богиней плодородия» её назвали в местной газете «Вперёд». Во многих источниках говорится, что статуя выполнена на заводе Сан-Галли в 1850-е годы по модели или рисунку скульптора Савкаля. Однако на основании статуи указан 1862-й год и фамилия скульптора Соважо (Sauvageau). Аналогичная статуя находится в Ботаническом саду Рио-де-Жанейро и носит название «Богиня Фетида» (Deusa Thetis).
- Дома 3—7. Бывшие служебные флигели казарм Собственного его величества пехотного полка. Жилые здания.
- Дома 2—6. Комплекс зданий бывшего Императорского гаража. Принадлежат Санкт-Петербургскому государственному аграрному университету и автошколе.
  - Гараж-резиденция начальника технической службы и личного императорского шофера Адольфа Кегресса (дом 2). Построен в 1908 году по проекту архитектора В. А. Липского. Над парадной барельеф с изображение Царскосельских автомобильных гонок.
  - Сарай для автомобилей (гараж) с квартирами для служащих (дом 4). Построен в 1907 году по проекту С. А. Данини. Затем — кафедра сельскохозяйственных машин университета.
  - Бывшее здание дополнительного гаража-хранилища Императорских автомобилей (дом 6). Построен в 1915 году по проекту архитектора А. К. Миняева.

- Дома 8—12. Жилые дома. Бывшие казармы Собственного его величества пехотного полка, построенные в 1910 году по проекту архитектора В. И. Яковлева.
- Сквер на правой стороне проспекта между домами 7 и 23 образован на месте сожжённых деревянных казарм полка. В одном из стоявших здесь зданий (бывшем общежитии сельскохозяйственного института) покоились тела умерших от голода во время оккупации Пушкина горожан. После войны здесь располагалось садоводство.
- Феодоровский городок (дома 14—30). Комплекс сооружений для причта и служащих Фёдоровского Государева собора, построенный в 1913—1918 годах по проекту архитектора С. С. Кричинского. Подворье Священного Синода Русской православной церкви.
- По правой стороне проспекта напротив городка находилось здание Офицерского собрания Собственного его величества конвоя (старый адрес — дом 17). Оно было построено по проекту архитектора В. А. Покровского в 1911—1912 годах. Пострадавшее во время войны здание было разобрано в 1967 году.
- К западу от Фёдоровского городка находится Ковшовый пруд, вырытый по проекту архитектора А. А. Менеласа в 1827 году. Изначально предполагался для водопоя скота из близлежащей Императорской фермы.

- Феодоровский Государев собор (дом 34а). Храм построен для Сводного пехотного полка и Собственного его величества конвоя в 1912 году по проекту архитектора В. А. Покровского.
- Дома 23—31. Комплекс бывших казарм Собственного его величества конвоя. Построен в 1914—1917 годах по проекту В. Н. Максимова вместо деревянных казарм. Удалось закончить только «задние», непарадные здания. Парадная часть, предполагавшаяся вокруг Офицерского собрания оформлена не была. После революции здания были переданы сельскохозяйственному институту (ныне — аграрный университет), а после Великой Отечественной войны перестроены. Перед комплексом находится В. В. Докучаеву.
- С противоположной стороны проспекта, напротив университета, находятся опытные поля учебного заведения.

За зданием казарм Академический проспект преломляется и сближается к бывшей трассе Царскосельской Императорской железнодорожной ветки. Здесь слева к улице подходит бывшая шоссейная дорога с аллеей, ведущая напрямую к Александровскому дворцу.
- Императорский павильон (дом 35б). Вокзальное здание было построено в 1912 году по проекту архитектора В. А. Покровского при участии художника М. И. Курилко. Станция сильно пострадала во время Великой Отечественной войны и находится в полуразрушенном состоянии.
- Территория напротив вокзала предполагалась для постройки комплекса казарм в неорусском стиле для Собственного его величества железнодорожного полка. Проект был разработан в 1915—1916 годах архитектором В. Н. Максимовым, но не был реализован. Впоследствии участок частично был застроен сооружениями производственной базы.
- Тот же архитектор спроектировал и сгоревшие в 1920 году деревянные казармы Особого авиационного отряда. Они находились у пересечения современного проспекта и Кузьминского шоссе.

## Магистрали
Академический проспект граничит или пересекается со следующими магистралями:
| 1. Дворцовая улица 2. Кузьминское шоссе |

## Транспорт
- Автобусы:

- Остановка «Дворцовая улица»: № 371 (на Дворцовой улице)
- Остановка «Египетские ворота»: № 371 (на Дворцовой улице)
- Остановка «Кузьминское шоссе, 66»: № 377 (на Кузьминском шоссе)